# Operationslagerung

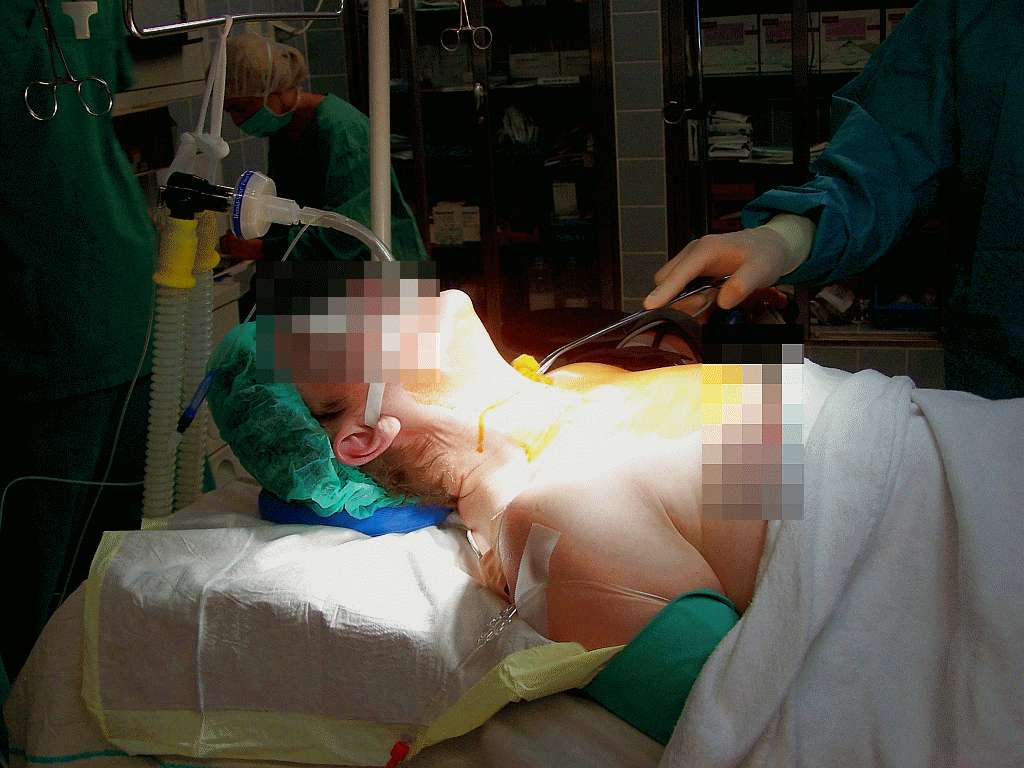
Lagerung des Kopfes zu einer Schilddrüsenoperation

Operationslagerung bezeichnet die Positionierung des Patienten auf dem Operationstisch für einen spezifischen medizinischen Eingriff.
Operationen und invasive Untersuchungsverfahren erfordern eine präzise Patientenposition, um dem Operateur einen optimalen Zugang zum betreffenden anatomischen Operationsbereich zu ermöglichen und den Patienten vor lagerungsbedingten Schäden zu bewahren.

## Grundsätzliches
Der wichtigste Aspekt der Lagerung ist der Schutz des Patienten vor lagerungsbedingten Schäden. Möglich sind:
- Nervenschäden durch Druck- oder Zugbelastung eines peripheren Nervs, zum Beispiel die Peroneusparese durch Druck auf das Wadenbeinköpfchen bei Lagerung des Beines in einer Beinschale, Schäden des Nervus ulnaris bei Druck auf den Ellenbogen oder Zugschäden des Armplexus bei extremer Überkopflagerung eines Armes.
- Gelenkschäden wie Kapselzerrungen oder -risse durch dauerhafte Überstreckung bis hin zur Schulterluxation bei unsachgemäßer Bauchlagerung.
- Druckschäden des Weichteilgewebes bei unzureichender Polsterung (Dekubitus am Steißbein, unter den Schulterblättern usw.)
- Verbrennungen im Rahmen des Einsatzes von Hochfrequenzstrom an Körperstellen, die Kontakt zu elektrischen Leitern oder elektrisch leitenden Flüssigkeiten haben.

Lagerungsschäden werden als ärztliche Behandlungsfehler betrachtet, mit der Konsequenz von Schadenersatzansprüchen bis hin zum Vorwurf der fahrlässigen Körperverletzung, sofern der Nachweis einer nicht kunstgerechten Lagerung erbracht werden kann.

## Lagerungsarten
Die Lagerung soll den bestmöglichen Zugang zum anatomischen Behandlungsgebiet gewährleisten. Sie soll möglichst stabil sein und dadurch vor Komplikationen durch ungewollte Bewegungen schützen. Besonders bei Operationen an den Extremitäten muss jedoch auch die Möglichkeit von intraoperativ nötigen Positionsänderungen gewährleistet sein. Zudem sind eine kurze Distanz zwischen Operateur und Patient, Bewegungsfreiheit für das Operationsteam und das ausreichend groß vorbereitete Operationsfeld von Bedeutung.
Des Weiteren müssen die Anforderungen, welche einer bestmöglichen Anästhesieführung dienen, ebenso erfüllt werden wie die hohen Hygienestandards im Operationsbereich. 
Folgende Lagerungsarten haben praktische Bedeutung:
- Rückenlagerung wird bei den meisten Baucheingriffen und Operationen des Brustkorbs mit Sternotomie angewendet. Bei Notwendigkeit kann der Tisch in der Quer- oder Längsachse gekippt werden. Die Tischhöhe wird an die Körpergröße des Operateurs angepasst.
- Bauchlagerung kommt bei Eingriffen am Rücken, Gesäß, Kniekehle und Achillessehne zur Anwendung. Das Drehen des Patienten erfolgt in der Regel erst nach Narkoseeinleitung. Eine Variante der Bauchlagerung ist die Knie-Ellenbogen-Lagerung in der Wirbelsäulenchirurgie.
- Seitenlagerung kommt unter anderem bei Thorakotomien, Operationen an den Nieren und im Rahmen der Endoprothetik des Hüftgelenkes zur Anwendung.
- Halbsitzende Lagerung bei Eingriffen am Schultergelenk (sogenannte Beach-Chair-Lagerung) oder an der Schilddrüse (Strumaresektion, Thyreoidektomie).
- Steinschnittlagerung: Rückenlagerung mit gespreizten Beinen und 90° Beugung in den Hüft- und Kniegelenken für gynäkologische, urologische und proktologische Eingriffe.
- Lagerung auf dem Extensionstisch in der Unfallchirurgie und Orthopädie für Operationen am Hüftgelenk oder Oberschenkel.

## Durchführung
Die Operationslagerung ist in Deutschland eine ärztliche Aufgabe, die in den Zuständigkeitsbereich des Operateurs fällt und in der Regel an entsprechend angeleitetes Pflegepersonal delegiert und von diesem durchgeführt wird. Die Verantwortung für die Ausführung und die Kontrolle verbleibt beim Arzt (Operateur, insbesondere für Arme und Kopf auch der Narkosearzt). In der Schweiz werden die Operationslagerungen mehr und mehr von speziell ausgebildeten Fachpersonen für Operationslagerungen (ehemalige Berufsbezeichnung Lagerungspfleger) durchgeführt.